# Cougar Ace
El MV Cougar Ace fue un buque de carga  “Ro-Ro” con bandera de Singapur construido por Kanasashi Co., Toyohashi, Japón y botado en junio de 1993. Tenía una longitud de 199 m, un calado de 9,72 m, una manga de 32,26 m y una velocidad máxima de 18,6 nudos (34,4 km/h; 21,4 mph). Su tonelaje bruto era de 55.328. Era propiedad de Mitsui OSK Lines. Se hundió el 23 de julio de 2006.

## Hundimiento
El 4 de mayo de 2005, el buque “Cougar Ace” entregó los 5214 automóviles que transportaba en los muelles del río Fraser en Richmond, Columbia Británica, estableciendo el récord canadiense del mayor número de vehículos descargados de un solo barco.
El 23 de julio de 2006, en ruta desde Japón a Vancouver, Columbia Británica; Tacoma, Washington; y Port Hueneme, California, con un cargamento de 4.812 vehículos, durante un intercambio de agua de lastre al sur de las Islas Aleutianas, perdió la estabilidad y se inclinó 60° a babor, resultando imposible el reflote.
Al día siguiente,  la Guardia Costera de los Estados Unidos y el 176.º “Ala de la Guardia Nacional Aérea de Alaska” rescataron a los 23 miembros de la tripulación.
En junio de 2020, el MV Cougar Ace se vendió como chatarra. Fue llevado a Alang (India) donde se desguazó.